# Paromalus seeversi
Paromalus seeversi är en skalbaggsart som först beskrevs av Wenzel 1936.  Paromalus seeversi ingår i släktet Paromalus och familjen stumpbaggar. Inga underarter finns listade i Catalogue of Life.